# World Rugby Sevens Series 2018-2019
Les World Rugby Sevens Series 2018-2019 sont la 20e édition des séries mondiales masculines de rugby à sept, la compétition la plus importante du monde de rugby à sept. Elle se déroule du 30 novembre 2018 au 2 juin 2019. L'Afrique du Sud est double tenante du titre et le Japon est l'équipe promue de la saison.
Cette édition est notable en ce que les quatre premières places sont qualificatives pour les Jeux olympiques 2020.

## Présentation
Les World Series est le circuit mondial de rugby à sept composé de dix étapes se déroulant de décembre 2018 à juin 2019. Des points sont attribués en fonction du classement de l'étape et l'équipe qui compte le plus de points à la fin des dix étapes remporte le titre. L'équipe permanente qui compte à la fin le moins de points perd son statut d'équipe permanente pour la saison suivante au profit du vainqueur du tournoi de qualification se déroulant à Hong Kong.
Les étapes fonctionnent par paires géographiques et temporelles : entre deux étapes, il peut y avoir une semaine de repos ou plusieurs (quatre ou cinq), mais les étapes qui ne sont séparées que d'une semaine de repos sont regroupées géographiquement. On distingue cinq tournées :
- Début décembre : Dubaï et Le Cap
- Fin janvier et début février : Hamilton et Sydney
- Début mars : Las Vegas et Vancouver
- Avril : Hong Kong et Singapour
- Début juin : Londres et Paris

### Équipes permanentes
Les quinze équipes suivantes disputent les dix étapes du circuit mondial. Le Japon, qui a remporté le tournoi de qualification de Hong Kong 2018, a pris la place de la Russie, reléguée la saison précédente.
- Afrique du Sud
- Angleterre
- Argentine
- Australie
- Canada
- Écosse
- Espagne
- États-Unis
- Fidji
- France
- Pays de Galles
- Japon
- Kenya
- Nouvelle-Zélande
- Samoa

### Étapes
| Étape            | Stade              | Ville     | Date                     | Vainqueur        |
| ---------------- | ------------------ | --------- | ------------------------ | ---------------- |
| Dubai            | The Sevens         | Dubai     | 30 nov. et 1er déc. 2018 | Nouvelle-Zélande |
| Afrique du Sud   | Cape Town Stadium  | Le Cap    | 8 et 9 décembre 2018     | Fidji            |
| Nouvelle-Zélande | Waikato Stadium    | Hamilton  | 26 et 27 janvier 2019    | Fidji            |
| Australie        | Spotless Stadium   | Sydney    | 2 et 3 février 2019      | Nouvelle-Zélande |
| États-Unis       | Sam Boyd Stadium   | Las Vegas | 1er au 3 mars 2019       | États-Unis       |
| Canada           | BC Place           | Vancouver | 9 et 10 mars 2019        | Afrique du Sud   |
| Hong Kong        | Hong Kong Stadium  | Hong Kong | 5 au 7 avril 2019        | Fidji            |
| Singapour        | Stade national     | Singapour | 13 et 14 avril 2019      | Afrique du Sud   |
| Londres          | Twickenham Stadium | Londres   | 25 et 26 mai 2019        | Fidji            |
| France           | Stade Jean-Bouin   | Paris     | 1er et 2 juin 2019       | Fidji            |

### Déroulement des étapes
Chaque étape est un tournoi se déroulant sur deux ou trois jours, entre le vendredi et le dimanche. À chaque étape est conviée une équipe ne possédant pas le statut d'équipe permanente, ce qui porte le nombre total d'équipes à seize.
En fonction du résultat du tournoi précédent, ou du classement de la saison passée pour le premier tournoi de la saison à Dubaï, les équipes sont réparties en chapeaux avant tirage au sort pour former quatre poules de quatre équipes. Chacune joue les trois autres membres de sa poule et un classement est établi, tout d'abord sur le nombre de points (victoire 3 points, nul 2 points, défaite 1 point) puis sur le goal-average général. Les deux premiers de chaque poule passent en quart de finale de la Cup ou tournoi principal et les deux derniers passent en quart de finale du Challenge Trophy. Les équipes vaincues en quart de finale sont alors reversées en demi-finales de classement, respectivement pour les cinquième et treizième place. Les équipes battues en demi-finales ne disputent pas de petite finale de classement et remportent le même nombre de point, sauf pour les équipes battues en demi finales de Cup qui disputent un dernier match de classement pour la troisième place.
Chaque rencontre, y compris la finale depuis l'édition 2016-2017, se dispute en deux fois sept minutes.
| Cup                | Points | Challenge Trophy | Points |
| ------------------ | ------ | ---------------- | ------ |
| (Cup)              | 22     | 9e               | 8      |
| Médaille d'argent  | 19     | 10e              | 7      |
| Médaille de bronze | 17     | 11e              | 5      |
| 4e                 | 15     | 12e              | 5      |
| 5e                 | 13     | 13e              | 3      |
| 6e                 | 12     | 14e              | 2      |
| 7e                 | 10     | 15e              | 1      |
| 8e                 | 10     | 16e              | 1      |

## Classement général
Si deux ou plusieurs équipes sont à égalité à la fin de la saison on les départage selon les règles suivantes :
1. La différence de points marqués et encaissés durant la saison
2. Le nombre d'essais durant la saison.

| Classement général XXe édition | Classement général XXe édition | Classement général XXe édition | Classement général XXe édition | Classement général XXe édition | Classement général XXe édition | Classement général XXe édition | Classement général XXe édition | Classement général XXe édition | Classement général XXe édition | Classement général XXe édition | Classement général XXe édition | Classement général XXe édition |
| Rang                           | Équipes                        | Dubaï                          | Le Cap                         | Hamilton                       | Sydney                         | Las Vegas                      | Vancouver                      | Hong Kong                      | Singapour                      | Londres                        | Paris                          | Points total                   |
| ------------------------------ | ------------------------------ | ------------------------------ | ------------------------------ | ------------------------------ | ------------------------------ | ------------------------------ | ------------------------------ | ------------------------------ | ------------------------------ | ------------------------------ | ------------------------------ | ------------------------------ |
| Médaille d'or                  | Fidji                          | 13                             | 22                             | 22                             | 15                             | 12                             | 17                             | 22                             | 19                             | 22                             | 22                             | 186                            |
| Médaille d'argent              | États-Unis                     | 19                             | 19                             | 19                             | 19                             | 22                             | 15                             | 17                             | 15                             | 17                             | 15                             | 177                            |
| Médaille de bronze             | Nouvelle-Zélande               | 22                             | 15                             | 17                             | 22                             | 17                             | 13                             | 12                             | 12                             | 13                             | 19                             | 162                            |
| 4                              | Afrique du Sud (T)             | 12                             | 17                             | 15                             | 13                             | 10                             | 22                             | 10                             | 22                             | 10                             | 17                             | 148                            |
| 5                              | Angleterre                     | 17                             | 13                             | 8                              | 17                             | 13                             | 12                             | 10                             | 17                             | 2                              | 5                              | 114                            |
| 6                              | Samoa                          | 8                              | 7                              | 12                             | 3                              | 19                             | 10                             | 15                             | 13                             | 8                              | 12                             | 107                            |
| 7                              | Australie                      | 15                             | 10                             | 10                             | 12                             | 10                             | 8                              | 5                              | 10                             | 19                             | 5                              | 104                            |
| 8                              | France                         | 7                              | 5                              | 2                              | 10                             | 1                              | 19                             | 19                             | 8                              | 15                             | 13                             | 99                             |
| 9                              | Argentine                      | 10                             | 8                              | 5                              | 8                              | 15                             | 10                             | 13                             | 10                             | 5                              | 10                             | 94                             |
| 10                             | Écosse                         | 10                             | 10                             | 13                             | 1                              | 8                              | 5                              | 8                              | 7                              | 7                              | 3                              | 72                             |
| 11                             | Canada                         | 5                              | 5                              | 10                             | 5                              | 3                              | 7                              | 1                              | 5                              | 10                             | 8                              | 59                             |
| 12                             | Espagne                        | 5                              | 12                             | 5                              | 10                             | 7                              | 3                              | 3                              | 2                              | 1                              | 1                              | 49                             |
| 13                             | Kenya                          | 1                              | 3                              | 7                              | 1                              | 5                              | 1                              | 5                              | 3                              | 1                              | 10                             | 37                             |
| 14                             | Pays de Galles                 | 3                              | 2                              | 1                              | 5                              | 2                              | 5                              | 2                              | 5                              | 5                              | 1                              | 31                             |
| 15                             | Japon (P)                      | 2                              | 1                              | 1                              | 7                              | 1                              | 2                              | 7                              | 1                              | 3                              | 2                              | 27                             |
| 16                             | Irlande (Q)                    | -                              | -                              | -                              | -                              | -                              | -                              | -                              | -                              | 12                             | 7                              | 19                             |
| 17                             | Chili                          | -                              | -                              | -                              | -                              | 5                              | 1                              | -                              | -                              | -                              | -                              | 6                              |
| 18                             | Tonga                          | -                              | -                              | 3                              | 2                              | -                              | -                              | -                              | -                              | -                              | -                              | 5                              |
| 19                             | Zimbabwe                       | 1                              | 1                              | -                              | -                              | -                              | -                              | -                              | -                              | -                              | -                              | 2                              |
| 20                             | Portugal (68-135)              | -                              | -                              | -                              | -                              | -                              | -                              | 1                              | -                              | -                              | -                              | 1                              |
| 21                             | Hong Kong (41-161)             | -                              | -                              | -                              | -                              | -                              | -                              | -                              | 1                              | -                              | -                              | 1                              |

| Légende                                                                                                 |
| --- |
| Qualifié pour l'édition les Jeux olympiques 2020 (les quatre premières places)                          |
| Relégué                                                                                                 |
| Équipe non permanente                                                                                   |
| Abréviations : - T : tenant du titre - P : promu - Q : qualifié à la suite du tournoi de Hong Kong 2019 |

## Résultats

### Dubaï
Le tournoi de Dubaï de rugby à sept 2018 (en anglais Dubaï Rugby Sevens 2018) est la première étape la saison 2018-2019 du World Rugby Sevens Series. Elle se déroule les 30 novembre et 1er décembre 2018 à The Sevens à Dubaï, aux Émirats arabes unis.
Les 7 points à retenir du Dubaï Sevens
| Classement       | Vainqueur        | Score | Finaliste      | Demi-finaliste  |
| ---------------- | ---------------- | ----- | -------------- | --------------- |
| Cup              | Nouvelle-Zélande | 21-5  | États-Unis     | Angleterre (3e) |
| Cup              | Nouvelle-Zélande | 21-5  | États-Unis     | Australie       |
| 5e place         | Fidji            | 24-19 | Afrique du Sud | Écosse          |
| 5e place         | Fidji            | 24-19 | Afrique du Sud | Argentine       |
| Challenge Trophy | Samoa            | 33-24 | France         | Espagne         |
| Challenge Trophy | Samoa            | 33-24 | France         | Canada          |
| 13e place        | Pays de Galles   | 31-7  | Japon          | Kenya           |
| 13e place        | Pays de Galles   | 31-7  | Japon          | Zimbabwe        |

Finale (Cup)

### Le Cap
Le Tournoi d'Afrique du Sud de rugby à sept 2018 (en anglais : South Africa Rugby Sevens 2018) est la deuxième étape de la saison 2018-2019 du World Rugby Sevens Series. Elle se déroule les 8 et 9 décembre 2018 au Cape Town Stadium au Cap, en Afrique du Sud.
Les 7 points du Cape Town Sevens
| Classement       | Vainqueur  | Score | Finaliste      | Demi-finaliste      |
| ---------------- | ---------- | ----- | -------------- | ------------------- |
| Cup              | Fidji      | 29-15 | États-Unis     | Afrique du Sud (3e) |
| Cup              | Fidji      | 29-15 | États-Unis     | Nouvelle-Zélande    |
| 5e place         | Angleterre | 14-7  | Espagne        | Australie           |
| 5e place         | Angleterre | 14-7  | Espagne        | Écosse              |
| Challenge Trophy | Argentine  | 38-14 | Samoa          | Canada              |
| Challenge Trophy | Argentine  | 38-14 | Samoa          | France              |
| 13e place        | Kenya      | 19-10 | Pays de Galles | Japon               |
| 13e place        | Kenya      | 19-10 | Pays de Galles | Zimbabwe            |

Finale (Cup)
| 9 décembre 2018 | Fidji                                                                                            | 29 - 15 (17-0) | États-Unis                                                                                   | Cape Town Stadium Le Cap Arbitre : James Doleman |
| 9 décembre 2018 | Essai(s) : 5 Nasoko (en) 3e, 13e Botitu 6e, 9e Mocenacagi (en) 8e Transformation(s) : 1/3 Botitu |                | Essai(s) : 3 · Pinkelman 11e, 14e · Isles 16e · Carton(s) jaune(s) : · Niua (en) 12e à 14e · | Cape Town Stadium Le Cap Arbitre : James Doleman |
| 9 décembre 2018 |                                                                                                  |                |                                                                                              | Cape Town Stadium Le Cap Arbitre : James Doleman |

### Hamilton
Le tournoi de Nouvelle-Zélande de rugby à sept 2019 (en anglais New Zealand Sevens 2019) est la troisième étape de la saison 2018-2019 du World Rugby Sevens Series. Elle se déroule sur deux jours les 26 janvier et 27 janvier 2019 au Waikato Stadium d'Hamilton, en Nouvelle-Zélande.
Les 7 points du New Zealand Sevens
| Classement       | Vainqueur  | Score | Finaliste  | Demi-finalistes       |
| ---------------- | ---------- | ----- | ---------- | --------------------- |
| Cup              | Fidji      | 38-0  | États-Unis | Nouvelle-Zélande (3e) |
| Cup              | Fidji      | 38-0  | États-Unis | Afrique du Sud        |
| 5e place         | Écosse     | 24-19 | Samoa      | Canada                |
| 5e place         | Écosse     | 24-19 | Samoa      | Australie             |
| Challenge Trophy | Angleterre | 36-7  | Kenya      | Argentine             |
| Challenge Trophy | Angleterre | 36-7  | Kenya      | Espagne               |
| 13e place        | Tonga      | 33-10 | France     | Japon                 |
| 13e place        | Tonga      | 33-10 | France     | Pays de Galles        |

### Sydney
Le tournoi d'Australie de rugby à sept 2019 est la quatrième étape de la saison 2018-2019 du World Rugby Sevens Series. Elle se déroule les 2 février et 3 février 2019 au Spotless Stadium 
à Sydney, en Australie.
Les 7 points du Sydney Sevens
| Classement       | Vainqueur        | Score | Finaliste  | Demi-finalistes |
| ---------------- | ---------------- | ----- | ---------- | --------------- |
| Cup              | Nouvelle-Zélande | 21-5  | États-Unis | Angleterre (3e) |
| Cup              | Nouvelle-Zélande | 21-5  | États-Unis | Fidji           |
| 5e place         | Afrique du Sud   | 12-10 | Australie  | Espagne         |
| 5e place         | Afrique du Sud   | 12-10 | Australie  | France          |
| Challenge Trophy | Argentine        | 10-7  | Japon      | Canada          |
| Challenge Trophy | Argentine        | 10-7  | Japon      | Pays de Galles  |
| 13e place        | Samoa            | 25-5  | Tonga      | Écosse          |
| 13e place        | Samoa            | 25-5  | Tonga      | Kenya           |

### Las Vegas
Les 7 points du USA7s à Las Vegas
| Classement       | Vainqueur  | Score | Finaliste      | Demi-finaliste        |
| ---------------- | ---------- | ----- | -------------- | --------------------- |
| Cup              | États-Unis | 27-0  | Samoa          | Nouvelle-Zélande (3e) |
| Cup              | États-Unis | 27-0  | Samoa          | Argentine             |
| 5e place         | Angleterre | 19-15 | Fidji          | Afrique du Sud        |
| 5e place         | Angleterre | 19-15 | Fidji          | Australie             |
| Challenge Trophy | Écosse     | 15-14 | Espagne        | Kenya                 |
| Challenge Trophy | Écosse     | 15-14 | Espagne        | Chili                 |
| 13e place        | Canada     | 21-12 | Pays de Galles | France                |
| 13e place        | Canada     | 21-12 | Pays de Galles | Japon                 |

Finale (Cup)
| 3 mars 2019 16:30 UTC−08:00 | États-Unis                                                                                         | 27 - 0 (10-0) | Samoa | Sam Boyd Stadium, Las Vegas Arbitre : Richard Kelly |
| 3 mars 2019 16:30 UTC−08:00 | Essai(s) : 5 Pinkelman 2e, 13e Leuta (en) 4e Hughes 8e Brown 15e Transformation(s) : 1/5 Hughes 9e |               |       | Sam Boyd Stadium, Las Vegas Arbitre : Richard Kelly |
| 3 mars 2019 16:30 UTC−08:00 | |               |       | Sam Boyd Stadium, Las Vegas Arbitre : Richard Kelly |

### Vancouver
Les 7 points du Canada 7s à Vancouver
| Classement       | Vainqueur        | Score | Finaliste  | Demi-finaliste |
| ---------------- | ---------------- | ----- | ---------- | -------------- |
| Cup              | Afrique du Sud   | 21-12 | France     | Fidji (3e)     |
| Cup              | Afrique du Sud   | 21-12 | France     | États-Unis     |
| 5e place         | Nouvelle-Zélande | 26-19 | Angleterre | Argentine      |
| 5e place         | Nouvelle-Zélande | 26-19 | Angleterre | Samoa          |
| Challenge Trophy | Australie        | 35-21 | Canada     | Écosse         |
| Challenge Trophy | Australie        | 35-21 | Canada     | Pays de Galles |
| 13e place        | Espagne          | 15-10 | Japon      | Kenya          |
| 13e place        | Espagne          | 15-10 | Japon      | Chili          |

Finale (Cup)
| 10 mars 2019 18:19 UTC−08:00 | Afrique du Sud                                                                        | 21 - 12 (14-5) | France                                                                 | BC Place, Vancouver Arbitre : Craig Evans |
| 10 mars 2019 18:19 UTC−08:00 | Essai(s) : 3 Visser 6e Davids 7e+3 Kok 8e Transformation(s) : 3/3 Davids 7e, 7e+4, 9e |                | Essai(s) : 2 Lakafia 3e Perez 10e Transformation(s) : 1/2 Barraque 10e | BC Place, Vancouver Arbitre : Craig Evans |
| 10 mars 2019 18:19 UTC−08:00 |                                                                                       |                |                                                                        | BC Place, Vancouver Arbitre : Craig Evans |

### Hong Kong
Le tournoi de Hong Kong se déroule du 5 au 7 avril 2019 au Hong Kong Stadium.

#### Tournoi principal
| Classement       | Vainqueur | Score          | Finaliste        | Demi-finalistes |
| ---------------- | --------- | -------------- | ---------------- | --------------- |
| Cup              | Fidji     | 21 - 7         | France           | États-Unis (3e) |
| Cup              | Fidji     | 21 - 7         | France           | Samoa           |
| 5e-6e place      | Argentine | 21 - 14        | Nouvelle-Zélande | Afrique du Sud  |
| 5e-6e place      | Argentine | 21 - 14        | Nouvelle-Zélande | Angleterre      |
| Challenge Trophy | Écosse    | 26 - 24        | Japon            | Australie       |
| Challenge Trophy | Écosse    | 26 - 24        | Japon            | Kenya           |
| 13e place        | Espagne   | 19 - 14 (a.p.) | Pays de Galles   | Portugal        |
| 13e place        | Espagne   | 19 - 14 (a.p.) | Pays de Galles   | Canada          |

Finale (Cup)
| 7 avril 2019 | Fidji | 21 - 7 (14-0) | France                                                              | Hong Kong Stadium, Hong Kong Arbitre : James Doleman |
| 7 avril 2019 | Essai(s) : 3 · Botitu 5e · Tuimaba 7e+2, 11e · Transformation(s) : 3/3 · Koroigasagasa 6e, 7e+2, 11e · Carton(s) jaune(s) : 2 · Vakurunabili (en) · Tuimaba · |               | Essai(s) : 1 · de pénalité 8e · Carton(s) jaune(s) : 1 · Veredamu · | Hong Kong Stadium, Hong Kong Arbitre : James Doleman |
| 7 avril 2019 | |               |                                                                     | Hong Kong Stadium, Hong Kong Arbitre : James Doleman |

#### Tournoi de qualification
En battant l'équipe de Hong Kong en finale de ce tournoi de qualification, l'équipe Irlande à sept gagne le statut d'équipe permanente pour la saison 2019-2020 des World Rugby Sevens Series.
| Vainqueur | Score  | Finaliste | Demi-finaliste | Quart de finaliste | Premier tour |
| --------- | ------ | --------- | -------------- | ------------------ | ------------ |
| Irlande   | 28 - 7 | Hong Kong | Allemagne      | Uruguay            | Ouganda      |
| Irlande   | 28 - 7 | Hong Kong | Allemagne      | Russie             | Zimbabwe     |
| Irlande   | 28 - 7 | Hong Kong | Chili          | Tonga              | Îles Cook    |
| Irlande   | 28 - 7 | Hong Kong | Chili          | Philippines        | Jamaïque     |

### Singapour
Le Tournoi de Singapour de rugby à sept 2019 se déroule sur deux jours les 13 et 14 avril 2019 au Stade national à Singapour.
| Classement       | Vainqueur      | Score     | Finaliste        | Demi-finaliste  |
| ---------------- | -------------- | --------- | ---------------- | --------------- |
| Cup              | Afrique du Sud | 20-19     | Fidji            | Angleterre (3e) |
| Cup              | Afrique du Sud | 20-19     | Fidji            | États-Unis      |
| 5e-6e place      | Samoa          | 19-17     | Nouvelle-Zélande | Argentine       |
| 5e-6e place      | Samoa          | 19-17     | Nouvelle-Zélande | Australie       |
| Challenge Trophy | France         | 22-19     | Écosse           | , Canada        |
| Challenge Trophy | France         | 22-19     | Pays de Galles   |                 |
| 13e place        | Kenya          | 21-5      | Espagne          | Japon           |
| 13e place        | Kenya          | Hong Kong | Espagne          |                 |

Finale
| 14 avril 2019 | Afrique du Sud | 20 - 19 (0-19) | Fidji | Stade national, Singapour Arbitre : Richard Kelly |
| 14 avril 2019 | Essai(s) : 3 Arendse 10e A.Davids 11e Oosthuizen 12e Transformation(s) : 1/3 S.Davids 12e Pénalité(s) : S.Davids 14e |                | Essai(s) : 3 · Tuimaba 2e · Bolaca (en) 5e · Botitu 7e · Transformation(s) : 2/3 · Bolaca 3e, 7e · Carton(s) jaune(s) : · Tuimaba 11e à 13e · | Stade national, Singapour Arbitre : Richard Kelly |
| 14 avril 2019 | |                | | Stade national, Singapour Arbitre : Richard Kelly |

### Londres
Le tournoi de Londres se déroule les 25 et 26 mai 2019 au Stade de Twickenham.
| Classement       | Vainqueur        | Score | Finaliste  | Demi-finaliste  |
| ---------------- | ---------------- | ----- | ---------- | --------------- |
| Cup              | Fidji            | 43-7  | Australie  | États-Unis (3e) |
| Cup              | Fidji            | 43-7  | Australie  | France          |
| 5e-6e place      | Nouvelle-Zélande | 35-14 | Irlande    | Afrique du Sud  |
| 5e-6e place      | Nouvelle-Zélande | 35-14 | Irlande    | Canada          |
| Challenge Trophy | Samoa            | 26-17 | Écosse     | Argentine       |
| Challenge Trophy | Samoa            | 26-17 | Écosse     | Pays de Galles  |
| 13e place        | Japon            | 29-14 | Angleterre | Espagne         |
| 13e place        | Japon            | 29-14 | Angleterre | Kenya           |

Finale (Cup)
| 26 mai 2019 | Fidji | 43 - 7 (24-0) | Australie                                                        | Stade de Twickenham, Londres Arbitre : Richard Kelly |
| 26 mai 2019 | Essai(s) : Botitu (3e), Tuimaba (4e, 7e, 10e), Vakurunabili (en) (11e), Naduva (en) (13e, 14e) Transformation(s) : Nacuqu (en) (3e, 7e), Ikanikoda (en) (11e, 14e) |               | Essai(s) : Pincus (en) (9e) Transformation(s) : Coward (en) (9e) | Stade de Twickenham, Londres Arbitre : Richard Kelly |
| 26 mai 2019 | |               |                                                                  | Stade de Twickenham, Londres Arbitre : Richard Kelly |

### Paris
Le tournoi de Paris se déroule sur deux jours du 1er au 2 juin 2019 au Stade Jean-Bouin de Paris en France. L'équipe invitée est l'équipe d'Irlande.
| Classement       | Vainqueur | Score | Finaliste        | Demi-finaliste      |
| ---------------- | --------- | ----- | ---------------- | ------------------- |
| Cup              | Fidji     | 35-24 | Nouvelle-Zélande | Afrique du Sud (3e) |
| Cup              | Fidji     | 35-24 | Nouvelle-Zélande | États-Unis          |
| 5e-6e place      | France    | 40-5  | Samoa            | Argentine           |
| 5e-6e place      | France    | 40-5  | Samoa            | Kenya               |
| Challenge Trophy | Canada    | 28-12 | Irlande          | Australie           |
| Challenge Trophy | Canada    | 28-12 | Irlande          | Angleterre          |
| 13e place        | Écosse    | 31-26 | Japon            | Espagne             |
| 13e place        | Écosse    | 31-26 | Japon            | Pays de Galles      |

Finale (Cup)

## Statistiques

### Statistiques joueurs
Classements après la dernière étape
Trois joueurs ont inscrit une pénalité : Gastón Revol (en) , Madison Hughes  et Selvyn Davids 
| Rang | Joueur               | Offloads |
| ---- | -------------------- | -------- |
| 1    | Vilimoni Botitu      | 49       |
| 2    | Meli Derenalagi      | 45       |
| 3    | Jean-Pascal Barraque | 42       |
| 4    | Ben Pinkelman        | 41       |
| 5    | Jerry Tuwai          | 40       |
| 6    | Kameli Soejima (en)  | 39       |
| 7    | Jonathan Laugel      | 37       |

| Rang | Joueur               | Placages |
| ---- | -------------------- | -------- |
| 1    | Werner Kok           | 131      |
| 2    | Vilimoni Botitu      | 124      |
| 3    | Phil Burgess         | 116      |
| 4    | Alamanda Motuga      | 111      |
| 5    | Stephen Tomasin (en) | 101      |
| 6    | Henry Hutchison      | 100      |
| 7    | Sione Molia (en)     | 95       |

### Par équipes
Classements après la dernière étape
| Rang | Équipe           | Essais |
| ---- | ---------------- | ------ |
| 1    | Fidji            | 267    |
| 2    | Nouvelle-Zélande | 241    |
| 3    | États-Unis       | 220    |
| 4    | Afrique du Sud   | 212    |
| 5    | Angleterre       | 207    |
| 6    | Australie        | 206    |
| 7    | Samoa            | 189    |

| Rang | Équipe           | Points |
| ---- | ---------------- | ------ |
| 1    | Fidji            | 1663   |
| 2    | Nouvelle-Zélande | 1529   |
| 3    | États-Unis       | 1359   |
| 4    | Afrique du Sud   | 1313   |
| 5    | Angleterre       | 1303   |
| 6    | Australie        | 1266   |
| 7    | Samoa            | 1197   |

| Rang | Équipe           | Offloads |
| ---- | ---------------- | -------- |
| 1    | Fidji            | 365      |
| 2    | France           | 327      |
| 3    | Japon            | 218      |
| 4    | Canada           | 211      |
| 5    | Espagne          | 210      |
| 6    | Kenya            | 204      |
| 7    | Nouvelle-Zélande | 186      |

| Rang | Équipe           | Placages |
| ---- | ---------------- | -------- |
| 1    | Nouvelle-Zélande | 947      |
| 2    | Fidji            | 864      |
| 3    | Angleterre       | 850      |
| 4    | Afrique du Sud   | 837      |
| 5    | Samoa            | 737      |
| 6    | Australie        | 732      |
| 7    | Espagne          | 690      |

## Récompenses

### World Rugby Sevens Series Awards
L'ensemble des récompenses de la saison sont remises à l'issue du dernier tournoi .

#### Meilleur espoir
Ce prix est décerné à un joueur qui a fait ses débuts sur le HSBC World Rugby Sevens Series dans la saison en cours. Les joueurs sont nommés par un panel d’experts pour leurs compétences et leur performance sur le terrain au cours de leur première année. Le prix de cette saison a été attribué à Meli Derenalagi, des Fidji.

#### Prix du Fair Play
Le prix du Fair-Play est attribué par les arbitres et reconnaît les équipes qui défendent les valeurs d’intégrité, de passion, de solidarité, de discipline et de respect du rugby. Le prix de cette année a été attribué à la France.

#### Prix Tag Heuer «Don't Crack Under Pressure»
Ce prix est attribué au joueur qui a démontré qu'il était capable de réaliser des performances sous la pression intense du rugby à 7. Ce prix a été plébiscité par les fans sur les réseaux sociaux et a été attribué à l'Espagnol Pol Pla pour sa victoire contre la Nouvelle-Zélande à Vancouver.

#### L'entraîneur de la saison
Le trophée de l'Entraîneur de l'Année avec Capgemini a été remis à l’Américain Mike Friday, dont l’équipe a obtenu une deuxième place sur le circuit 2019.

#### Impact Player
Cette récompense est destinée au joueur qui a fait preuve de la plus grande constance et a produit le plus grand impact selon quatre critères clés : les plaquages, les franchissements, les offloads et les ballons portés.
Le vainqueur de cette année est le Fidjien Vilimoni Botitu, qui a récolté 356 points : 124 plaquages, 24 franchissements, 49 offloads et 159 ballons portés.
| Pos | Joueur                | Plaquages | Percées (Breaks) | Passes après contact (Offloads) | Ballons portés | Total |
| --- | --------------------- | --------- | ---------------- | ------------------------------- | -------------- | ----- |
| 1   | Vilimoni Botitu       | 124       | 24               | 49                              | 159            | 356   |
| 2   | Connor Braid          | 69        | 21               | 25                              | 194            | 309   |
| 3   | Alamanda Motuga       | 103       | 24               | 24                              | 153            | 304   |
| 4   | Ben Pinkelman         | 75        | 21               | 35                              | 168            | 299   |
| 5   | Max McFarland (en)    | 56        | 37               | 10                              | 194            | 297   |
| 6   | Robbie Fergusson (en) | 75        | 25               | 28                              | 158            | 286   |
| 7   | Stephen Tomasin (en)  | 89        | 26               | 8                               | 151            | 274   |
| 8   | Phil Burgess          | 116       | 20               | 14                              | 123            | 273   |
| 9   | Dan Norton            | 73        | 30               | 8                               | 151            | 262   |
| 10  | Jerry Tuwai           | 48        | 30               | 33                              | 146            | 257   |

#### Équipe type de la saison
La HSBC Dream Team prend en compte les performances des joueurs tout au long de la saison et les nominations dans les précédentes Dream Teams sur les différents tournois de la saison.
| Poste    | Joueur           | Pays       |
| -------- | ---------------- | ---------- |
| Avants   | Ben Pinkelman    | États-Unis |
| Avants   | Stephen Tomasin  | États-Unis |
| Avants   | Meli Derenalagi  | Fidji      |
| Arrières | Vilimoni Botitu  | Fidji      |
| Arrières | Folau Niua       | États-Unis |
| Arrières | Aminiasi Tuimaba | Fidji      |
| Arrières | Jerry Tuwai      | Fidji      |

### Performances individuelles par tournois
| Étape            | Meilleur marqueur d'essais                                   | Meilleur réalisateur                 | Impact Player                                                      | Meilleur joueur de la finale |
| ---------------- | ------------------------------------------------------------ | ------------------------------------ | ------------------------------------------------------------------ | ---------------------------- |
| Dubaï            | Marcos Moroni (7 essais)                                     | John Porch (54 points)               | Perry Baker Maurice Longbottom (en) Ben O'Donnell (en) (44 points) | (en)                         |
| Afrique du Sud   | Franco Sábato (en) (7 essais)                                | Francisco Hernández (en) (45 points) | Alamanda Motuga (47 points)                                        | Vilimoni Botitu              |
| Nouvelle-Zélande | Aminiasi Tuimaba Robbie Fergusson (en) (8 essais)            | Waisea Nacuqu (en) (47 points)       | Vilimoni Botitu (46 points)                                        | Jerry Tuwai                  |
| Australie        | Joe Perez Siviwe Soyizwapi (en) (6 essais)                   | Katsuyuki Sakai (en) (36 points)     | Joe Perez (40 points)                                              | Sam Dickson (en)             |
| États-Unis       | Carlin Isles (8 essais)                                      | Nathan Hirayama (53 points)          | Connor Braid (47 points)                                           | Ben Pinkelman                |
| Canada           | Simon Kennewell (en) (8 essais)                              | Selvyn Davids (59 points)            | Connor Braid (49 points)                                           | Selvyn Davids                |
| Hong Kong        | Carlin Isles (9 essais)                                      | Katsuyuki Sakai (en) (50 points)     | Jeff Otieno (52 points)                                            | Aminiasi Tuimaba             |
| Singapour        | Max McFarland (en) (9 essais)                                | Daniel Taabu (en) (57 points)        | Johnny Vaili (54 points)                                           | Angelo Davids                |
| Londres          | Maurice Longbottom (en) Aminiasi Tuimaba (7 essais)          | (en) (46 points)                     | Aminiasi Tuimaba (47 points)                                       | Meli Derenalagi              |
| Paris            | Luciano González (en) Aminiasi Tuimaba Regan Ware (7 essais) | Jean Pascal Barraque (48 points)     | Jean Pascal Barraque (45 points)                                   | Napolioni Bolaca (en)        |